# Peter Beyerhaus
Peter Paul Johannes Beyerhaus, född 1 februari 1929, död 18 januari 2020, var en tysk luthersk präst, teolog, professor och missionsforskare.

## Biografi
Beyerhaus föddes i Hohenkränig (nuvarande Krajnik Górny) i Mark Brandenburg. Hans far var aktiv inom Bekännelsekyrkan, en rörelse inom den evangeliska kyrkan i Tyskland under den nazistiska diktaturen som stod i opposition mot de regimtrogna Deutsche Christen. Beyerhaus fick uppleva hur hans far offentligt stod upp mot en nazistisk agitator. I gymnasiet var han med om hur han och en romersk-katolsk kamrat var de enda som vågade ta debatt med en nazistisk lärare, något som Beyerhaus bar med sig i livet som en samhörighet över konfessionsgränserna.
Han studerade teologi i Berlin, Halle, Heidelberg, Bonn, Uppsala och Bethel. Han prästvigdes 1955 i Berlin av Otto Dibelius och disputerade 1956 i Uppsala för Bengt Sundkler på en avhandling om "De unga kyrkornas självständighet som missionsproblem" ("Die Selbständigkeit der jungen Kirchen als missionarisches Problem"). Han mötte i Sverige sin fru Ingegärd Kalén från Tingstad sydost om Norrköping, och verkade en tid som präst i Linköpings stift. Han var 1957–1965 missionär i Transvaal och Natal i Sydafrika och var bland annat rektor för det lutherska teologiska seminariet i Uphumulo i Natal.
År 1966 blev han professor i missionsvetenskap och ekumenisk teologi vid evangelisk-teologiska fakulteten vid Tübingens universitet, och hade denna tjänst fram till 1997. Han handledde mellan 1972 och 2002 arton doktorander fram till disputation. Han engagerade sig för teologistudenternas bostads- och studiesituation och var 1969 med och grundade studenthemmet Albrecht-Bengel-Haus(de). Beyerhaus medverkade 1984 vid tillkomsten av Freie Hochschule für Mission i Korntal, senare AWM gGmbH(de) (Akademie für Weltmission) och var dess rektor mellan 1989 och 1996.
Efter sin pensionering fortsatte han att undervisa vid olika lärosäten som Gustav-Siewerth-Akademie(de) i Weilheim-Bierbronnen i Tyskland, det oberoende teologiska universitetet i Basel, den evangeliska teologiska fakulteten Heberlee / Leuven i Belgien och vid Yonsei-universitetet i Seoul, Sydkorea, där han var gästprofessor 2003.
Mellan 1978 och 2009 var ordförande för IKBG - Internationale Konferenz Bekennender Gemeinschaften, en organisation som han var en av grundarna till. Han var under många år redaktör för deras tidskrift Diakrisis och var ledande i arbetet med organisationens olika konferenser och publikationer.
Beyerhaus uttryckte tidigt kritik mot den polarisering som skett mellan evangelikala och ekumeniska missionsledare efter världskyrkomötet i Uppsala 1968, där en förskjutning skett från den evangeliska missionsteologin som lägger stor vikt vid den personliga omvändelsen, till en ideologi där humanisering och ett mänskligare samhälle blivit missionens mål. Han  deltog i Kyrkornas världsråd 8:e missionskonferens i Bangkok 1973 som teologisk konsult, och kom att bli en stark kritiker till konferensen och organisationen som han menade "representera förvirringens ande och förfalska evangeliet i stor stil". Han har uttryckt sin kritik i flera sammanhang och i flera böcker.
Beyerhaus var talare vid en internationell kongress för världsevangelisation i Lausanne, Schweiz, i juli 1974 där den så kallade Lausannedeklarationen antogs. Dokumentet sammanfattar centrala ståndpunkter rörande teologi, evangelisation och mission och har antagits av flera kristna samfund och missionsorganisationer. Han var även under en period ledamot i The Lausanne Committee of World Evangelization.

### Familj
Peter Beyerhaus var gift med Ingegärd Kalén (1930–2020) från Tingstad sydost om Norrköping. Han talade svenska, tillhörde kretsen kring Hjelmserydsstiftelsen och besökte återkommande parets sommarhus i Norra Sandsjö i Sverige.

## Utmärkelser
- 1989 – Beyerhaus Peter, Kniffka Jörg, Heubach Joachim, Künneth Walter, red (1989) (på tyska). Martyria: Festschrift zum 60. Geburtstag von Peter Beyerhaus am 1.2.1989. Zürich: Wuppertal. Libris 5225347. ISBN 3417246059, festskrift till Beyerhaus 60-årsdag.
- 1995 – Utnämnd till hedersdoktor vid Trinity Evangelical Divinity School(en) i Deerfield, Illinois, USA.[16]
- 1999 –  Beyerhaus Peter, red (på tyska). Kein anderer Name: die Einzigartigkeit Jesu Christi und das Gespräch mit nichtchristlichen Religionen ; Festschrift zum 70. Geburtstag von Peter Beyerhaus. Nürnberg: VTR. Libris 7056427. ISBN 3-933372-25-9, festskrift till Beyerhaus 70-årsdag.
- 2007 – Promoverad till jubeldoktor vid Uppsala universitet.[4]